# Sing me a song (Bernadette)
Sing me a song is de debuutsingle uit 1983 van de Amsterdamse zangeres Bernadette.

## Achtergrond
De zangeres Bernadette was ten tijde van de opname van deze singles nauwelijks bekend bij het grote publiek. Ze was echter al sinds de jaren zestig op de achtergrond bezig, beginnende bij de Damrakkertjes, een kinderkoor. Ze kwam muzikaal pas echt naar voren tijdens het Nationaal Songfestival 1983. Ze zong twee liedjes: Soms en Sing me a song. Na de stemming bleek dat Sing me song had gewonnen, ze versloeg daarmee Vulcano's Een beetje van dit met één punt. Eenmaal uitgezonden naar het Eurovisiesongfestival 1983 haalde ze 66 punten en belandde daarmee op de zevende plaats.
Dit alles kon de carrière van Bernadette Kraakman niet de start geven, die ze wellicht gehoopt had. Er volgden nog enige singles, maar hits scoorde ze er niet mee.

## Covers en referenties
- Sing me a song werd gecoverd door de Kroatische Sanja Doležal (Pjevaj mi).
- In een lied uit het programma Pisa vroegen Henk Spaan en Harry Vermeegen zich in 1985 af wat er van Bernadette geworden was na het Songfestival. "Sing me a song was geen Dinge-dong".

## Hitnoteringen

### Nederlandse Top 40
| Positie: | 40 | 30 | 28 | 37 | 40 | uit |

### NederlandseMega top 50
| Positie: | 15 | 22 | 29 | 25 | 32 | uit |

1956: De vogels van Holland / Voorgoed voorbij · 1957: Net als toen · 1958: Heel de wereld · 1959: 'n Beetje · 1960: Wat een geluk · 1961: Wat een dag · 1962: Katinka · 1963: Een speeldoos · 1964: Jij bent mijn leven · 1965: 't Is genoeg · 1966: Fernando en Filippo · 1967: Ring-dinge-ding · 1968: Morgen · 1969: De troubadour · 1970: Waterman · 1971: Tijd · 1972: Als het om de liefde gaat · 1973: De oude muzikant · 1974: Ik zie een ster · 1975: Ding-a-dong · 1976: The party's over · 1977: De mallemolen · 1978: 't Is O.K. · 1979: Colorado · 1980: Amsterdam · 1981: Het is een wonder · 1982: Jij en ik · 1983: Sing me a song · 1984: Ik hou van jou · 1986: Alles heeft ritme · 1987: Rechtop in de wind · 1988: Shangri-la · 1989: Blijf zoals je bent · 1990: Ik wil alles met je delen · 1992: Wijs me de weg · 1993: Vrede · 1994: Waar is de zon · 1996: De eerste keer · 1997: Niemand heeft nog tijd · 1998: Hemel en aarde · 1999: One good reason · 2000: No goodbyes · 2001: Out on my own · 2003: One more night · 2004: Without you · 2005: My impossible dream · 2006: Amambanda · 2007: On top of the world · 2008: Your heart belongs to me · 2009: Shine · 2010: Ik ben verliefd (sha-la-lie) · 2011: Never alone · 2012: You and me · 2013: Birds · 2014: Calm after the storm · 2015: Walk along · 2016: Slow down · 2017: Lights and shadows · 2018: Outlaw in 'em · 2019: Arcade · 2020: Grow · 2021: Birth of a new age · 2022: De diepte · 2023: Burning daylight · 2024: Europapa